# しのばずの!
『しのばずの!』は、高宮智による日本の漫画作品。『Cheese!増刊』（小学館）にて2013年11月号より2014年3月号まで連載され、『Cheese!』（同）2013年12月号別冊付録にも掲載された。忍者とお金持ちお坊ちゃんの歳の差ラブコメディ。単行本は小学館のCheese!フラワーコミックスより全1巻。

## あらすじ
忍者である市河紫乃（17歳）は、尾神コンツェルンの御曹司、尾神佳月（12歳）の護衛任務につくことになる。護衛のため一緒に過ごすこととなった紫乃と佳月であったが、すぐに佳月が紫乃に惚れていることが明らかとなる。年上のイケメン好きな紫乃にとっては、年下である佳月は恋愛対象外であったが、佳月の純粋なアプローチに次第に紫乃も恋心を抱き始める。

## 登場人物
市河 紫乃（いちかわ しの）
本作品の主人公。17歳の女子高生、兼、忍者。先祖代々尾神家に仕える忍びの家系であったことから忍者として育てられる。年上のイケメン好きで、イケメンであれば悪人であろうが幽霊であろうが、誰彼構わず惚れてしまう節操の無い性格をもつ。忍者としては優秀だが、天然ボケ。読唇術ができる。
尾神 佳月（おがみ かげつ）
尾神コンツェルンの御曹司。12歳。命を狙われることが多いため、忍者・市河紫乃を護衛として任命する。しかし実は、紫乃に助けられた際に一目惚れをし、紫乃と一緒にいたいというのが本当の目的。
お坊ちゃんのためか、俺様でSっ気な性格。身体が弱い。クリスマスが嫌い。グロいのが苦手。歌が下手。初詣が嫌い。
紫乃の祖父
紫乃の祖父も忍者。
尾神 明莉（おがみ あかり）
尾崎佳月の従姉妹であり、自称「婚約者」。
岩瀬（いわせ）
小学校の6年間皆勤賞の風邪もひいたことがない、超健康優良児。
優二（ゆうじ）
第1話に登場する保険の先生。その正体は佳月の暗殺を企む刺客。非常にイケメンで、紫乃が惚れてしまう。
由美（ゆみ）
優二の恋人。後に優二と結婚する。

## 書誌情報
- 高宮智『しのばずの!』小学館〈Cheese!フラワーコミックス〉、2014年5月26日発売[1]、ISBN 978-4-09-135869-1、全1巻